# Пираты Карибского моря (аттракцион)
Пираты Карибского моря — аттракцион в Диснейленде, Волшебном королевстве и других тематических парках Диснея.
Это последний аттракцион, в создании которого принимал участие сам Уолт Дисней; его открыли через три месяца после его смерти, весной 1967. Изначально планировалось, что аттракцион будет просто выставкой восковых фигур. Находится в пределах принадлежащей Диснею части Ново-Орлеанской площади. Фасад выполнен в стиле конца 18 — середины 19 века, с флагом США с 31 звездой на вершине (по числу штатов в 1850). Также над фасадом выкованы инициалы Уолта Диснея и Роя Диснея (W.D и R.D). Знак над причалом для лодок назван в честь Жана Лафита, который сражался вместе с армией США в битве за Новый Орлеан в англо-американской войне. Второй этаж фасада изначально предназначался под жилые комнаты для приезжающих, но потом там была сделана галерея, просуществовавшая там до 2007 года, до переезда её в Disneyland Dream Suite.
Во время поездки звучит песня Yo Ho (A Pirate's Life for Me).

## Описание

### Диснейленд (Калифорния)

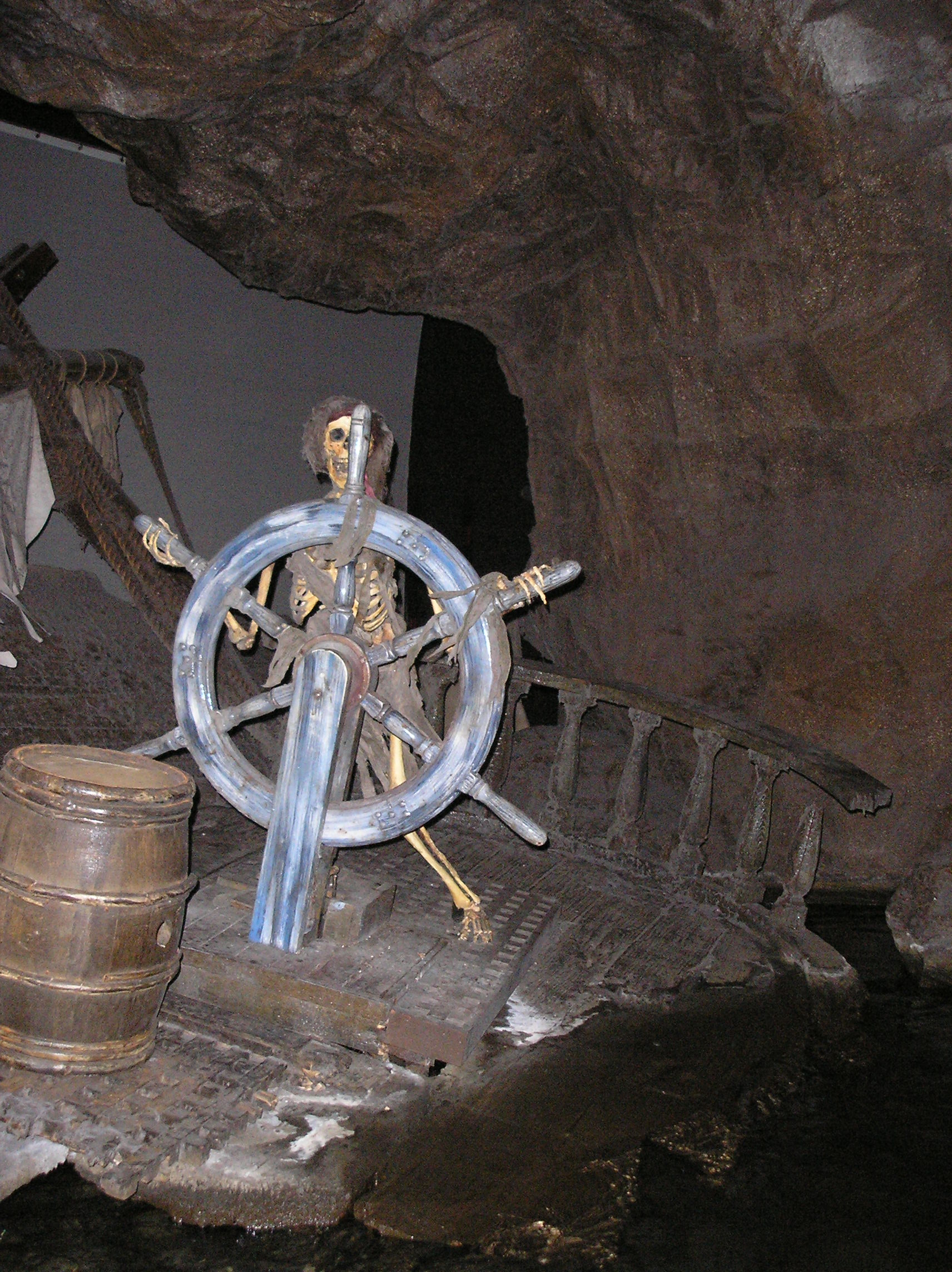
В аттракционе используются для устрашения такие элементы, как скелеты (в стиле Призрачного поместья)

Аттракцион начинается среди мерцающих светлячков в луизианском байу. Лодки пристают к стоянке Жана Лафита и остаются в центре байу. На берегу находится работающий ресторан «Голубой Байу». Спуск воды и наполнение байу в аттракционе занимает три дня. Он включает 630,000 галлонов воды, 53 роботов-животных и птиц, 75 роботов-пиратов и местных жителей.
Во время поездки звучат мелодии на банджо. Над аркой говорящий череп (озвучил Ксавье Атенсио) делает объявление:

Шшш! Стойте! Слишком поздно менять курс, ребята. Здесь в каждой пещере скрываются пираты, ждущие абордажа. Так что сядьте ближе друг к другу и не высовывайте из лодки ваши румяные руки. Это лучший способ отразить нападение. И запомните хорошенько мои слова, ребята: Мертвец надёжно хранит тайну! Ведь вы здесь, чтобы искать приключения со старыми морскими волками, а? Тогда вы в правильном месте. Но глядите в оба и держитесь. Если хотите, обеими руками. Впереди шквал, и Дейви Джонс ждет тех, кто не повинуется.
Оригинальный текст (англ.)Psst! Avast there! It be too late to alter course, mateys. And there be plundering pirates lurkin' in ev’ry cove, waitin' to board. Sit closer together and keep your ruddy hands in board. That be the best way to repel boarders. And mark well me words, mateys: Dead men tell no tales! Ye come seekin' adventure with salty old pirates, eh? Sure you’ve come to the proper place. But keep a weather eye open mates, and hold on tight. With both hands, if you please. Thar be squalls ahead, and Davy Jones waiting for them what don’t obey.

Далее раздаётся звук водопада, и лодки под более веселый аккомпанемент основной темы резко спускаются вниз. Спустившись в грот, посетители видят шторм, кидающий старый пиратский корабль с капитаном-мертвецом, рассматривающим карту и матросами-скелетами. Перед горой сокровищ стоит умерший матрос и «охраняет» сокровища. В углу комнаты с сокровищами стоит сундук с золотом Ацтеков из кинофильма Пираты Карибского моря: Проклятие «Чёрной жемчужины». Сундук — последняя вещь, которую посетители видят перед входом в тоннель.
Во время поездки в тоннеле раздаётся эхо основного мотива на органе. В темноте появляется занавес из тумана, и Дейви Джонс с Чёрной Бородой и предлагают продолжить путешествие, если «вы слишком смелы или глупы, чтобы встретиться с пиратским проклятием». Посетители проезжают через туманный занавес и проезжают в следующую сцену.
В следующей сцене — битва пиратского галеона с фортом. Капитан Барбосса возглавляет атаку с борта пиратского корабля Распутная Девка. Играет музыкальная тема из фильмов «Пираты Карибского моря». Во время выстрелов зрители могут почувствовать сильный порыв ветра от пушки, сопровождаемый грохотом и световыми спецэффектами для подражания пушечному выстрелу.
Деревня Пуэрто-Дорадо на Исла-Тесоро опустошается пиратами в поисках сокровища. Пираты похищают мэра города, Карлоса, и угрожают утопить его, если он не скажет местоположение сокровища. Жена мэра подговаривает его крепиться и молчать. Во время действия можно заметить прячущегося Джека Воробья.
Джек Воробей подсматривает карту у одного из пиратов и находит сокровище, оставив его у себя. Аттракцион заканчивается, вновь появляется занавес из тумана, и Дейви Джонс с Чёрной Бородой приглашают посетителей вновь прийти сюда.

### Волшебное королевство

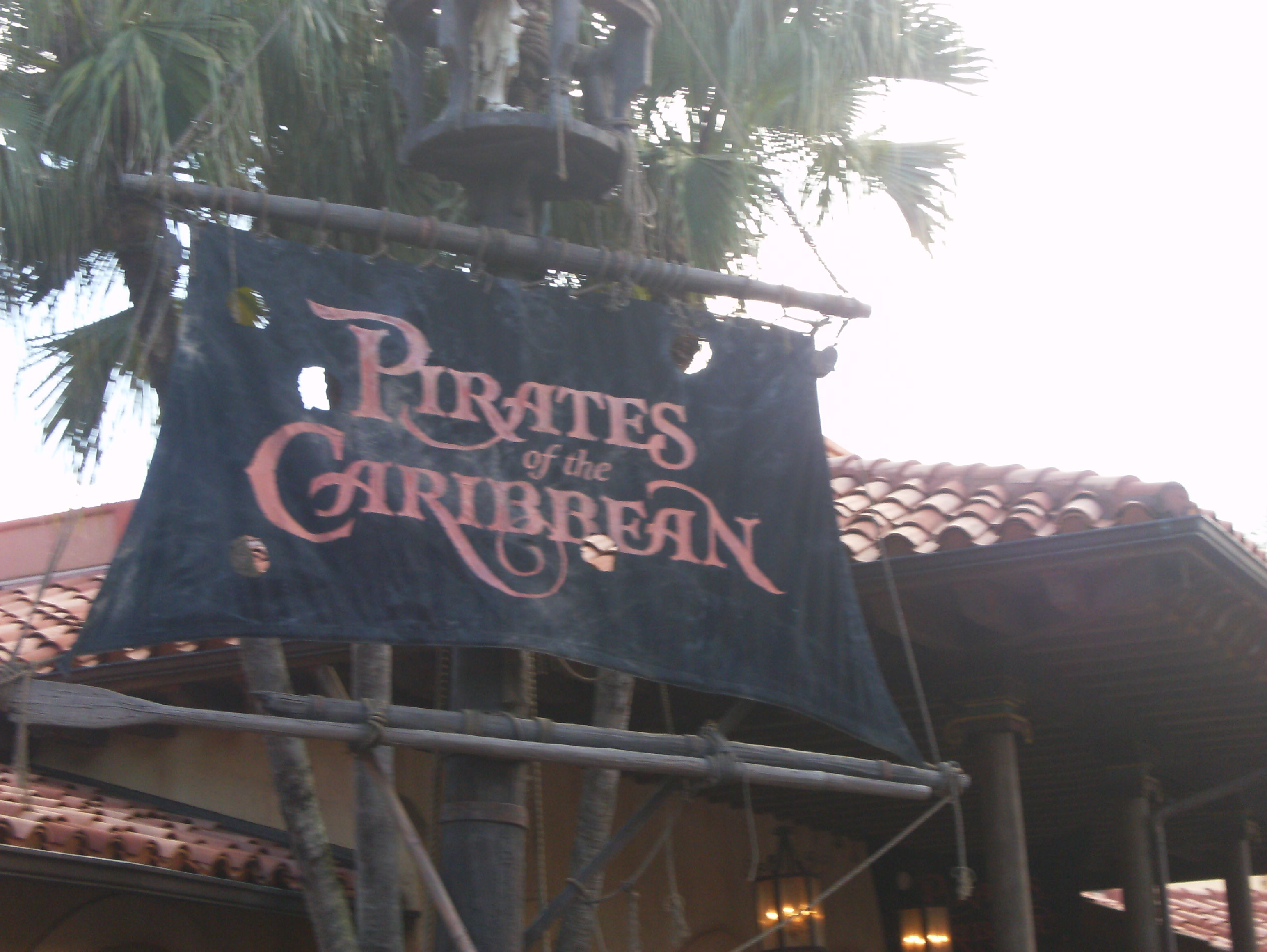
Аттракцион в Волшебном Королевстве

Аттракцион, охраняемый сторожевой башней Торре-дел-Сол, размещается в испанском порту Кастильо-дель-Морро, созданном по образу «Кастильо-де-Сан-Фелипе-дель-Морро» в Сан Хуан де Пуэрто-Рико.
«Голубой Байу» переименован в «Пиратскую пещеру» и помещён в грот с Чёрной Бородой и скелетами мёртвых пиратов. В отличие от других парков, комната с сокровищами отсутствует. В остальном аттракцион схож с другими, с небольшими изменениями.
В 2006 аттракцион был немного изменён: убрана зазывающая на аттракцион птица (перемещена в соответствующий аттракцион в «Мире Диснея») и изменена оригинальная вывеска.
Расположение шахматных фигур на доске, когда скелеты пиратов «играют» в шахматы в начале аттракциона, не случайно. Марк Дэвис расположил фигуры так, что какой бы ход не был сделан, «партия» закончится вничью.

### Токио
Аттракцион в Токио практически идентичен аттракциону в Калифорнии. Отличается он только нехваткой второго погружения лодок в начале аттракциона. Также в него были включены персонажи из фильмов о пиратах.

### Парижский Диснейленд
Единственный аттракцион, в который не были включены персонажи серии «Пираты Карибского моря». Имеет много отличий от оригинала.
Аттракцион начинается с того, что посетители на лодках ночью приплывают в Голубую Лагуну с огромными водопадами. Лодки проплывают мимо обломков корабля и попадают в старый форт. В нём слышны выстрелы пушек и звон шпаг. Лодки поднимаются по большому холму. На вершине огонь поглощает форт, и можно увидеть солдат, сражающихся с тенями пиратов. Впереди посетители видят тюрьму с пиратами, пытающимися привлечь собаку с ключами.
Лодки спускаются по водопаду к поврежденной ядром стороне форта, проплывают сцену с бомбардировкой форта, где солдаты и пираты «стреляют» в посетителей. Прибыв в город, посетители могут наблюдать все оригинальные сцены из Диснейленда в Калифорнии. Проплыв горящий город, лодки спускаются по второму водопаду, чувствуют «взрыв» и отправляются в тайник Дейви Джонса. Проехав грот со скелетами (по образцу оригинального Диснейленда), посетители выезжают из аттракциона.
В честь 25-летия парка в конце 2016 года аттракцион был закрыт для обновления, включавшего ремонт, переозвучивание некоторых персонажей и добавление 5 аудио-аниматроников Джека Воробья из фильма. Открытие аттракциона было запланировано на лето 2017 года.

## Адаптации
- В 2003 году вышел фильм Пираты Карибского моря: Проклятие «Чёрной жемчужины», в котором присутствуют многие оригинальные персонажи. К фильму вышло четыре продолжения.
- Компанией The Walt Disney Company был выпущен короткий фильм «Captain Jack Sparrow’s Pirate Tutorial»[4], где капитан Джек Воробей набирает себе команду и учит как стать пиратом.
- «Пираты Карибского моря» присутствуют в игре Kingdom Hearts II.
- 25 мая 2007 года открылся аттракцион «Логово пирата на острове Тома Сойера»[5].
- В 2000 году в Диснейуорлде открылся аттракцион Pirates of the Caribbean II: Battle for Buccaneer Gold (с англ. — «Пираты Карибского моря II: Битва за пиратское золото»)[6].
- Рон Гилберт часто говорил, что игра The Secret of Monkey Island была создана под впечатлением от аттракциона. Сцена в игре Monkey Island 2: LeChuck's Revenge, где герой пытается выманить у собаки ключ, используя косточку, является отсылкой к аттракциону. Хотя имя этой собаки — Уолт, она названа не в честь Уолта Диснея, а в честь собаки Стива Перселла[7].

## Саундтрек

### Релизы
- The Music of Disneyland, Walt Disney World and Epcot Center «Yo Ho (A Pirate’s Life for Me)»
- Classic Disney Volume 5
- Walt Disney World Resort: The Official Album (1999) «Overture» & «Yo Ho (A Pirate’s Life for Me)»
- Walt Disney World Resort: Official Album (2000) «Overture» & «Yo Ho (A Pirate’s Life for Me)»
- Pirates of the Caribbean (2000)
- Walt Disney World Resort Celebrating 100 Years of Magic (2001) «Overture» & «Yo Ho (A Pirate’s Life for Me)»
- A Musical History of Disneyland (2005)
- The Official Album of the Disneyland Resort (2005)

Версии «Yo Ho (A Pirate’s Life for Me)» звучат в некоторых шоу с фейерверками в тематических парках Диснея:
- Fantasy in the Sky
- Remember... Dreams Come True
- Justin Tyrrell's Cringe & The Morgan Show